# Georges Gandil
Georges Louis Gandil (ur. 18 maja 1926 w Bruniquel, zm. 24 października 1999 tamże) – francuski kajakarz, kanadyjkarz. Dwukrotny medalista olimpijski z Londynu.
Zawody w 1948 były jego jedynymi igrzyskami olimpijskimi. W 1948 zajął trzecie miejsce w kanadyjkowej dwójce na dystansie 1000 i 10 000 metrów, wspólnie z nim płynął Georges Dransart. 